# 2020-as labdarúgó-Európa-bajnokság (selejtező – F csoport)
A 2020-as labdarúgó-Európa-bajnokság selejtezőjének F csoportjának mérkőzéseit tartalmazó lapja.
A csoportban hat válogatott, Spanyolország, Svédország, Norvégia, Románia, Feröer és Málta szerepel. Az első két helyezett, Spanyolország és Svédország kijutott az Európa-bajnokságra. Norvégia és Románia a Nemzetek Ligájában elért eredménye alapján pótselejtezőre került.

## Tabella
| Hely. | Csapat        | M  | Gy | D | V | G+ | G– | Gk  | P  | Továbbjutás                                     |     | ESP | SWE | NOR | ROU | FRO | MLT |
| ----- | ------------- | -- | -- | - | - | -- | -- | --- | -- | ----------------------------------------------- | --- | --- | --- | --- | --- | --- | --- |
| 1.    | Spanyolország | 10 | 8  | 2 | 0 | 31 | 5  | +26 | 26 | Kijutott a 2020-as labdarúgó-Európa-bajnokságra |     | —   | 3–0 | 2–1 | 5–0 | 4–0 | 7–0 |
| 2.    | Svédország    | 10 | 6  | 3 | 1 | 23 | 9  | +14 | 21 | Kijutott a 2020-as labdarúgó-Európa-bajnokságra |     | 1–1 | —   | 1–1 | 2–1 | 3–0 | 3–0 |
| 3.    | Norvégia      | 10 | 4  | 5 | 1 | 19 | 11 | +8  | 17 | Pótselejtezőre került                           |     | 1–1 | 3–3 | —   | 2–2 | 4–0 | 2–0 |
| 4.    | Románia       | 10 | 4  | 2 | 4 | 17 | 15 | +2  | 14 | Pótselejtezőre került                           |     | 1–2 | 0–2 | 1–1 | —   | 4–1 | 1–0 |
| 5.    | Feröer        | 10 | 1  | 0 | 9 | 4  | 30 | −26 | 3  |                                                 |     | 1–4 | 0–4 | 0–2 | 0–3 | —   | 1–0 |
| 6.    | Málta         | 10 | 1  | 0 | 9 | 3  | 27 | −24 | 3  |                                                 | 0–2 | 0–4 | 1–2 | 0–4 | 2–1 | —   |     |

## Mérkőzések
A csoportok sorsolását 2018. december 2-án tartották Dublinban. A menetrendet az UEFA még ugyanazon a napon közzétette. Az időpontok közép-európai idő szerint, zárójelben helyi idő szerint értendők.
| 2019. március 23. 18:00 |

| Málta                               | 2–1               | Feröer        |
| ----------------------------------- | ----------------- | ------------- |
| Nwoko 13' Agius Borg 77' (11-esből) | (1–0) Jegyzőkönyv | Thomsen 90+8' |

| Nemzeti Stadion, Ta’ Qali Játékvezető: Vilhjálmur Alvar Þórarinsson (izlandi) |

| 2019. március 23. 18:00 |

| Svédország               | 2–1               | Románia    |
| ------------------------ | ----------------- | ---------- |
| Quaison 33' Claesson 40' | (2–0) Jegyzőkönyv | Keșerü 58' |

| Friends Arena, Solna Játékvezető: Michael Oliver (angol) |

| 2019. március 23. 20:45 |

| Spanyolország                    | 2–1               | Norvégia            |
| -------------------------------- | ----------------- | ------------------- |
| Rodrigo 16' Ramos 71' (11-esből) | (1–0) Jegyzőkönyv | King 65' (11-esből) |

| Estadio Mestalla, Valencia Játékvezető: Andris Treimanis (lett) |

| 2019. március 26. 20:45 |

| Málta | 0–2               | Spanyolország  |
| ----- | ----------------- | -------------- |
|       | (0–1) Jegyzőkönyv | Morata 31' 73' |

| Nemzeti Stadion, Ta’ Qali Játékvezető: Andrew Dallas (skót) |

| 2019. március 26. 20:45 |

| Norvégia                          | 3–3               | Svédország                                       |
| --------------------------------- | ----------------- | ------------------------------------------------ |
| Johnsen 41' King 59' Kamara 90+7' | (1–0) Jegyzőkönyv | Claesson 70' Nordtveit 86' (öngól) Quaison 90+1' |

| Ullevaal Stadion, Oslo Játékvezető: Gianluca Rocchi (olasz) |

| 2019. március 26. 20:45 (21:45 UTC+2) |

| Románia                            | 4–1               | Feröer                  |
| ---------------------------------- | ----------------- | ----------------------- |
| Deac 26' Keșerü 29' 33' Pușcaș 63' | (3–1) Jegyzőkönyv | Davidsen 40' (11-esből) |

| Constantin Rădulescu Stadion, Kolozsvár Játékvezető: Halil Umut Meler (török) |

| 2019. június 7. 20:45 (19:45 UTC+1) |

| Feröer       | 1–4               | Spanyolország                                    |
| ------------ | ----------------- | ------------------------------------------------ |
| K. Olsen 30' | (1–3) Jegyzőkönyv | Ramos 6' Navas 19' Gestsson 34' (öngól) Gayà 71' |

| Tórsvøllur Stadion, Tórshavn Játékvezető: Enea Jorgji (albán) |

| 2019. június 7. 20:45 |

| Norvégia                        | 2–2               | Románia          |
| ------------------------------- | ----------------- | ---------------- |
| T. Elyounoussi 56' Ødegaard 70' | (0–0) Jegyzőkönyv | Keșerü 77' 90+2' |

| Ullevaal Stadion, Oslo Játékvezető: Szergej Karaszjov (orosz) |

| 2019. június 7. 20:45 |

| Svédország                       | 3–0               | Málta |
| -------------------------------- | ----------------- | ----- |
| Quaison 2' Claesson 50' Isak 81' | (1–0) Jegyzőkönyv |       |

| Friends Arena, Solna Játékvezető: Rob Harvey (ír) |

| 2019. június 10. 20:45 (19:45 UTC+1) |

| Feröer | 0–2               | Norvégia        |
| ------ | ----------------- | --------------- |
|        | (0–0) Jegyzőkönyv | Johnsen 49' 84' |

| Tórsvøllur Stadion, Tórshavn Játékvezető: Donatas Rumšas (litván) |

| 2019. június 10. 20:45 |

| Málta | 0–4               | Románia                             |
| ----- | ----------------- | ----------------------------------- |
|       | (0–3) Jegyzőkönyv | Pușcaș 7' 29' Chipciu 34' Man 90+1' |

| Nemzeti Stadion, Ta’ Qali Játékvezető: Dennis Higler (holland) |

| 2019. június 10. 20:45 |

| Spanyolország                                            | 3–0               | Svédország |
| -------------------------------------------------------- | ----------------- | ---------- |
| Ramos 64' (11-esből) Morata 85' (11-esből) Oyarzabal 87' | (0–0) Jegyzőkönyv |            |

| Santiago Bernabéu stadion, Madrid Játékvezető: William Collum (skót) |

| 2019. szeptember 5. 20:45 (19:45 UTC+1) |

| Feröer | 0–4               | Svédország                            |
| ------ | ----------------- | ------------------------------------- |
|        | (0–4) Jegyzőkönyv | Isak 12' 15' Lindelöf 23' Quaison 41' |

| Tórsvøllur Stadion, Tórshavn Játékvezető: Tiago Martins (portugál) |

| 2019. szeptember 5. 20:45 |

| Norvégia                        | 2–0               | Málta |
| ------------------------------- | ----------------- | ----- |
| Berge 34' King 45+1' (11-esből) | (2–0) Jegyzőkönyv |       |

| Ullevaal Stadion, Oslo Játékvezető: Dumitru Muntean (moldáv) |

| 2019. szeptember 5. 20:45 (21:45 UTC+3) |

| Románia    | 1–2               | Spanyolország                    |
| ---------- | ----------------- | -------------------------------- |
| Andone 59' | (0–1) Jegyzőkönyv | Ramos 29' (11-esből) Alcácer 47' |

| Nemzeti Stadion, Bukarest Játékvezető: Deniz Aytekin (német) |

| 2019. szeptember 8. 18:00 (19:00 UTC+3) |

| Románia    | 1–0               | Málta |
| ---------- | ----------------- | ----- |
| Pușcaș 47' | (0–0) Jegyzőkönyv |       |

| Ilie Oană Stadium, Ploiești Játékvezető: Duje Strukan (horvát) |

| 2019. szeptember 8. 20:45 |

| Spanyolország                     | 4–0               | Feröer |
| --------------------------------- | ----------------- | ------ |
| Rodrigo 13' 50' Alcácer 90' 90+3' | (1–0) Jegyzőkönyv |        |

| El Molinón, Gijón Játékvezető: Krzysztof Jakubik (lengyel) |

| 2019. szeptember 8. 20:45 |

| Svédország   | 1–1               | Norvégia     |
| ------------ | ----------------- | ------------ |
| Forsberg 60' | (0–1) Jegyzőkönyv | Johansen 45' |

| Friends Arena, Solna Játékvezető: Slavko Vinčić (szlovén) |

| 2019. október 12. 18:00 (17:00 UTC+1) |

| Feröer | 0–3               | Románia                             |
| ------ | ----------------- | ----------------------------------- |
|        | (0–0) Jegyzőkönyv | Pușcaș 74' Mitriță 83' Keșerü 90+4' |

| Tórsvøllur Stadion, Tórshavn Játékvezető: Aliyar Aghayev (azeri) |

| 2019. október 12. 20:45 |

| Málta | 0–4               | Svédország                                                                |
| ----- | ----------------- | ------------------------------------------------------------------------- |
|       | (0–1) Jegyzőkönyv | Danielson 11' Se. Larsson 58' (11-esből) 71' (11-esből) Agius 66' (öngól) |

| Nemzeti Stadion, Ta’ Qali Játékvezető: Szergej Ivanov (orosz) |

| 2019. október 12. 20:45 |

| Norvégia              | 1–1               | Spanyolország |
| --------------------- | ----------------- | ------------- |
| King 90+4' (11-esből) | (0–0) Jegyzőkönyv | Saúl 47'      |

| Ullevaal Stadion, Oslo Játékvezető: Michael Oliver (angol) |

| 2019. október 15. 20:45 (19:45 UTC+1) |

| Feröer          | 1–0               | Málta |
| --------------- | ----------------- | ----- |
| Baldvinsson 71' | (0–0) Jegyzőkönyv |       |

| Tórsvøllur Stadion, Tórshavn Játékvezető: José María Sánchez Martínez (spanyol) |

| 2019. október 15. 20:45 (21:45 UTC+3) |

| Románia     | 1–1               | Norvégia      |
| ----------- | ----------------- | ------------- |
| Mitriță 62' | (0–0) Jegyzőkönyv | Sørloth 90+2' |

| Nemzeti Stadion, Bukarest Játékvezető: Bobby Madden (skót) |

| 2019. október 15. 20:45 |

| Svédország | 1–1               | Spanyolország |
| ---------- | ----------------- | ------------- |
| Berg 50'   | (0–0) Jegyzőkönyv | Rodrigo 90+2' |

| Friends Arena, Solna Játékvezető: Clément Turpin (francia) |

| 2019. november 15. 20:45 |

| Norvégia                                 | 4–0               | Feröer |
| ---------------------------------------- | ----------------- | ------ |
| Reginiussen 4' Fossum 8' Sørloth 62' 65' | (2–0) Jegyzőkönyv |        |

| Ullevaal Stadion, Oslo Játékvezető: Fran Jović (horvát) |

| 2019. november 15. 20:45 (21:45 UTC+2) |

| Románia | 0–2               | Svédország           |
| ------- | ----------------- | -------------------- |
|         | (0–2) Jegyzőkönyv | Berg 18' Quaison 34' |

| Nemzeti Stadion, Bukarest Játékvezető: Daniele Orsato (olasz) |

| 2019. november 15. 20:45 |

| Spanyolország                                                               | 7–0               | Málta |
| --------------------------------------------------------------------------- | ----------------- | ----- |
| Morata 23' Cazorla 41' Torres 62' Sarabia 63' Olmo 69' Gerard 71' Navas 85' | (2–0) Jegyzőkönyv |       |

| Ramón de Carranza, Cádiz Játékvezető: Kassai Viktor (magyar) |

| 2019. november 18. 20:45 |

| Málta      | 1–2               | Norvégia            |
| ---------- | ----------------- | ------------------- |
| Fenech 40' | (1–1) Jegyzőkönyv | King 7' Sørloth 62' |

| Nemzeti Stadion, Ta’ Qali Játékvezető: Aliyar Aghayev (azeri) |

| 2019. november 18. 20:45 |

| Spanyolország                                              | 5–0               | Románia |
| ---------------------------------------------------------- | ----------------- | ------- |
| Fabián 8' Gerard 33' 43' Rus 45+1' (öngól) Oyarzabal 90+2' | (4–0) Jegyzőkönyv |         |

| Wanda Metropolitano, Madrid Játékvezető: Alekszej Kulbakov (fehérorosz) |

| 2019. november 18. 20:45 |

| Svédország                              | 3–0               | Feröer |
| --------------------------------------- | ----------------- | ------ |
| Andersson 29' Svanberg 72' Guidetti 80' | (1–0) Jegyzőkönyv |        |

| Friends Arena, Solna Játékvezető: Matej Jug (szlovén) |